# Río Segundo (Costa Rica)
Río Segundo è un distretto della Costa Rica facente parte del cantone di Alajuela, nella provincia di Alajuela.